# Atos 17
Atos 17 é o décimo-sétimo capítulo dos Atos dos Apóstolos no Novo Testamento da Bíblia. Paulo, Silas e Timóteo continuam a viagem missionária iniciada em Atos 15 viajando pela Grécia e passando por Tessalônica e Atenas.

## Manuscritos
Atos 17 foi originalmente escrito em grego koiné e dividido em 34 versículos. Alguns dos manuscritos a conter o texto são:
- Codex Vaticanus (325–350)
- Codex Sinaiticus (330–360)
- Codex Bezae (c. 400)
- Codex Alexandrinus (ca. 400–440)
- Codex Laudianus (ca. 550)

## Estrutura

### Tessalônica e Bereia
Saindo de Filipos, os missionários passaram por Anfípolis e Apolônia até chegarem em Tessalônica, onde converteram um grande número de gregos. Porém, «os judeus, movidos de inveja» (Atos 17:5), revoltaram a cidade e conseguiram que Jasão, um fiel cristão, fosse preso em sua própria casa. Depois de pagar fiança, ele foi solto, mas Paulo e Silas seguiram na mesma noite para Bereia, onde novamente conseguiram converter muitos, atraindo a atenção dos judeus de Tessalônica, que seguiram para lá para incitar a população. Paulo foi obrigado a se separar deles e, por mar, foi levado a Atenas enquanto Silas e Timóteo ficaram para trás, mas, assim que os dois souberam do destino do companheiro, partiram atrás dele (Atos 17:1–15).

### Atenas e o discurso no Areópago

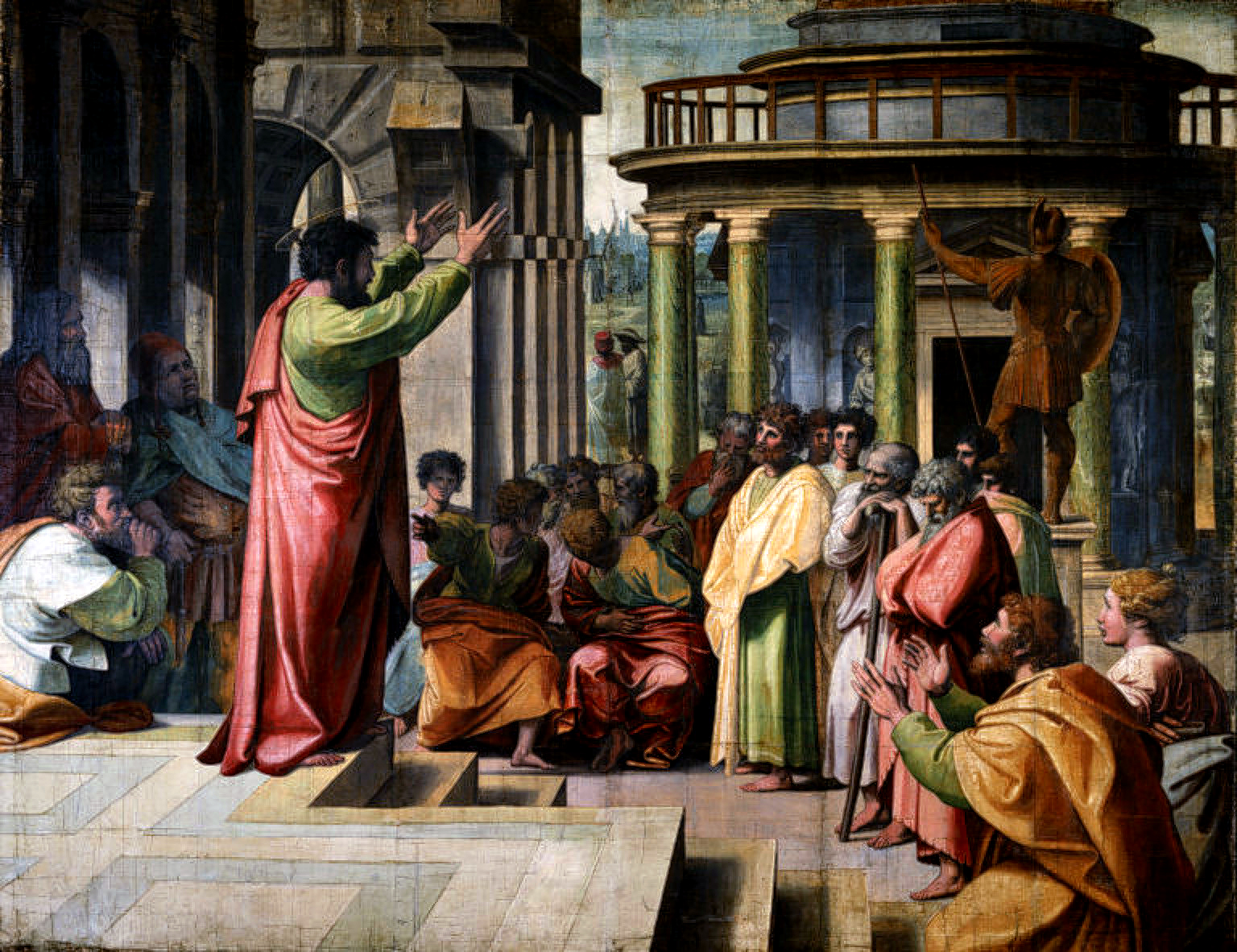
Paulo pregando no Areópago de Atenas, um dos episódios de Atos 17.
1515. Por Rafael, atualmente no Victoria and Albert Museum, em Londres.

Em Atenas, Paulo se revoltou com a idolatria que encontrou. Ele pregava não apenas aos judeus, mas discutia também com filósofos epicuristas e estoicos (Atos 17:18). Curiosos, levaram-no para o Areópago, onde Paulo proferiu um de seus mais famosos sermões, preservado em Atos 17:22–34.

#### Discurso no Areópago
Depois de cumprimentar os atenienses, Paulo afirma ter encontrado um altar ao "deus desconhecido" e afirma que este, que adoravam sem saber, «é o que eu vos anuncio. O Deus que fez o mundo e tudo o que nele há» (Atos 17:23–24). Afirma ainda que o verdadeiro Deus não habita em santuários e nem precisa de nada das mãos humanas, como sacrifícios ou estátuas, pois todos os homens foram criados por Ele. Assim:
| “ | «Sendo, pois, geração de Deus, não devemos pensar que a divindade é semelhante ao ouro ou à prata ou à pedra, lavrada por arte e gênio do homem. Dissimulando, pois, os tempos da ignorância, Deus manda agora que todos os homens em todo o lugar se arrependam, porquanto tem fixado um dia em que há de julgar o mundo com justiça pelo varão que para isto destinou, do que tem dado certeza a todos, ressuscitando-o dentre os mortos.» (Atos 17:29–30) | ” |

Alguns zombaram, mas muitos foram convertidos; o autor dos Atos cita entre eles Dionísio, o Areopagita, e Damaris.

#### Versículo 28
pois nEle vivemos, nos movemos e temos nosso ser, como também alguns de seus próprios poetas disseram: 'Porque também somos Sua geração'.
- "Pois nEle vivemos, nos movemos e temos nosso ser": é citado de Crética (Κρητικά) por Epimênides (século VI a.C.), como encontrado por J. Rendel Harris, com base em um comentário siríaco do século IX por Isho'dad de Merv sobre os Atos dos Apóstolos.[4]
- "'Porque também somos Sua descendência'": Paulo pode ter tirado essa citação de dois poetas:[5]
  - Arato, provavelmente de Tarso[5] ou Soli na Cilícia[6] (~ 272 a.C.), portanto compatriota de Paulo. As palavras τοῦ γὰρ καὶ γένος ἐσμέν ("Porque nós também somos Sua descendência") são encontradas em um poema didático intitulado "Fenômenos", compreendendo os principais fatos da ciência astronômica e meteorológica da época, começando com uma invocação a Zeus.[5][6][a]
  - Cleantes (~ 300 a.C.), de Assos em Mísia, que escreveu ἐκ σοῦ γὰρ γένος ἐσμέν ("Porque nós somos tua geração") em um hino a Zeus.[5][6][b]